# Diheteropogon microterus
Diheteropogon microterus là một loài thực vật có hoa trong họ Hòa thảo. Loài này được Clayton mô tả khoa học đầu tiên năm 1967 publ. 1968.